# Antonín Tomalík
 Antonín Tomalík (9. květen 1939, Jablunkov – 28. únor 1968, Praha) byl český výtvarník, jeden z hlavních tvůrců radikálního Informelu. Měl výraznou a nezastupitelnou úlohu ve formování českého avantgardního a nekonformního umění. Patřil ke generaci mladých tvůrců, jejichž životní skepse našla výraz v syrové, záměrně antiestetické řeči potemnělé materiálové tvorby jejímž výsledkem byl expresivně naléhavý, vnitřně destruovaný objekt.

## Život
Narodil se v roce 1939 v Jablunkově v hornické rodině, o kterou se v důsledku těžké nemoci otce starala matka. V roce 1954 začal studovat na Škole uměleckých řemesel v Brně, kde se spřátelil se Zbyškem Sionem. Už na střední škole se projevily charakteristické vlastnosti jeho povahy - neústupnost, radikalismus, neschopnost se přizpůsobit a adaptovat. Na začátku 3. ročníku byl i přes jeho nesporný talent ze studia vyloučen kvůli špatné docházce.  Vzápětí se pokusil o přijetí na Akademii výtvarných umění v Praze a když neuspěl, navštěvoval v letech 1957-1958 přípravný ročník AVU a VŠUP u profesora Jaroslava Vodrážky na pražských Vinohradech.
Po prázdninách roku 1958 získal v Praze na Radnických schodech bývalý krámek a od ledna do dubna 1959 obýval v horní části Radnických schodů vypůjčený ateliér grafika Karla Jungwirtha. Tam za ním přicházeli jeho přátelé Zdeněk Beran, Zbyšek Sion, Antonín Málek, Kateřina Černá, Pavel Nešleha, Jan Steklík, Zdeněk Barborka, Antonín Kubálek, Ladislav Kozderka a výtvarní kritici František Šmejkal a Zdenek Felix. Velký vliv na Tomalíka a na ostatní nejmladší umělce tehdy měla výstava Zakladatelé českého moderního umění v Brně roku 1957, kterou připravili Miroslav Lamač a Jiří Padrta. Zdenek Felix záhy rozpoznal Tomalíkův talent a seznámil ho s díly expresivní abstrakce a urychlil tak jeho přechod ke gestické malbě už v závěru 50. let. Konec 50. let v Československu představoval úplnou kulturní pustinu a kusé informace o západní poválečné nefigurativní tvorbě bylo možné nalézt např. ve švýcarském časopisu Graphis nebo v polském časopise Przeglad Artystyczny v knihovně UPM , kde byly černobílé fotografie děl Alberta Burriho, Jeana Dubuffeta, Wolse, Antoni Tàpiese, Modesta Cuixarta, Bernarda Schultzeho nebo Emila Schumachera. Roku 1959 koloval mezi výtvarníky katalog výstavy Documenta v Kasselu, který potvrdil, že jejich tvorba je aktuální a obstojí v porovnání se současným uměním na Západě. Důležitou úlohu sehrál Jan Kotík se svou kosmopolitní informovaností.
Tomalíkův další pokus o přijetí ke studiu na AVU v roce 1958 nebyl úspěšný kvůli posudku ředitele výtvarné školy Emanuela Famíry, se kterým se dostal do konfliktu. Do dubna 1959 si ještě udržel ateliér na Radnických schodech. Aby vyřešil své finanční nesnáze, vrátil se do Jablunkova a pracoval v propagačním oddělení Třineckých železáren. Po neúspěšném pokusu o přijetí na VŠUP na jaře 1959 nastoupil v Třineckých žlezárnách roční praxi, aby získal doporučení ke studiu. Přijímací zkoušky na VŠUP v roce 1960 tentokráte složil a byl přijat do ateliéru Aloise Fišárka. Po předložení závěrečné práce z prvního ročníku postoupil do druhého ročníku, ale v roce 1962 byl ze studia pro svou radikálnost vyloučen.
Na jaře 1962 odjel za Janem Koblasou do Teplic. Krátce pracoval v tamním kulturním zařízení jako propagační grafik a vytvořil několik plakátů (mj. International Fotofestival Teplice). Díky Koblasovi zde byl přijat do severočeské pobočky Svazu československých výtvarných umělců, čímž získal status umělce ve svobodném povolání. Z existenčních důvodů se příležitostně věnoval užité grafice. Bydlel v různých provizoriích a u přátel a teprve v roce 1964 se mu podařilo získat vlastní ateliér v Praze 5 – Radlicích. Po účasti na pražských jednodenních neoficiálních ateliérových výstavách Konfrontace I a II v roce 1960, se roku 1965 zúčastnil první oficiálně povolené výstavy Konfrontace III v Alšově síni Umělecké besedy, ke které byl vydán katalog s texty Františka Šmejkala a Jana Kříže. Vystavená díla se ale ocitla v úplně novém kontextu tehdejší výtvarné scény a přestože byly v souvislosti s ní připomínány Konfrontace I a II, které v roce 1960 znamenaly radikální výraz vzdoru, obdobná výstava v polovině 60. let už přišla pozdě, byla posuzována kriticky a považována za anachronismus a uzavření určité éry. Také první Tomalíkova autorská výstava v Galerii mladých v Mánesu roku 1966, kam přizval sochaře Miloslava Hotového, sklidila kritiku.
V roce 1965 se oženil s Janou Vykoukalovou a podrobil se protialkoholní léčbě. V roce 1966 se jim narodila dcera Barbora, ale v následujícím roce se manželé rozvedli. V roce 1968 po alkoholickém večírku spolykal barbituráty a v odpoledních hodinách 28. února 1968 byl podle svědectví jeho přítele, básníka Vladimíra Burdy, nalezen mrtev.

## Dílo
V počátcích své tvorby byl ovlivněn expresionismem a dílem Bohumila Kubišty a Georgese Rouaulta. Jeho rané expresionistické obrazy, ve kterých se projevil Tomalíkův smysl pro dramatičnost tvaru, zahrnují krajinu (Pohled na Jablunkov, 1957), tradiční existenciální náměty (Ukřižování (1958), Hlava Krista (1958), Pierot (1958), Don Quijote (1958) a řadu autoportrétů. Na jeho až pateticky vyhrocený pocit osudovosti měla vliv i zkušenost s těžce nemocným a umírajícím otcem (Umírající otec, 1958).
Poučení z Kubištovy malby postupně vedlo k osamostatnění výrazových prostředků a chápání obrazu jako svébytné soustavy vnitřních vztahů. V roce 1959 opustil figurální témata a věnoval se abstraktní gestické malbě, ve které uplatnil smyslovou potenci barvy. Jeho spontánní temperament vedl k uvolnění rukopisu a zobrazované objekty se brzy začaly vytrácet pod ataky barvy (Černožlutá kompozice, 1959, Menstruace velkoměsta, 1959). Gestický projev byl výrazem jeho vitální síly, která si podmaňovala všechny složky jeho psychiky. Ve změti linií a barevných skvrn brzy převážila černá barva a nakonec asfalt jako výraz existenciálního pocitu i jako reflexe rodného Ostravska nebo hospod čtvrté kategorie s asfaltovanými pánskými záchodky.
V roce 1960 se zúčastnil přelomových výstav Konfrontace I a Konfrontace II, kde se formoval český informel. Na výstavě Konfrontace I vystavil pouze zaslané fotografie svých maleb ve stylu gestické abstrakce a vlastní fotografie spleti kořenů, struktur oprýskaných zdí a potrhané lepenky. Tyto fotografie nasměrovaly jeho zájem o struktury zteřelých předmětů, a to nezávisle na tehdejší orientaci jeho pražských přátel. Podobnými tématy se zabýval i fotograf Karel Kuklík (Zamořená krajina, 1959), který se zúčastnil výstavy Konfrontace II. Výtvarníci z okruhu Konfrontací měli možnost navštěvovat přehrávky soudobé moderní hudby v Gramotonu, organizované dr. Löwenbachem. Tomalík četl Joyceova Odyssea, který svou mnohovrstevnatostí mohl navodit radikální obrat v jeho malířské tvorbě během pobytu v Beranově ateliéru v Liboci.
Tomalíkova dravá vnitřní síla se plně rozvinula v jeho materiálových strukturách počínaje rokem 1960. Svým živelným přístupem se plně identifikoval s reálnými materiály a jeho postup vytváření struktur měl blízko k akční malbě. Byl nejmladší ze všech účastníků Konfrontací a do netradičních materiálů vnášel osobité postupy s nebývalou prudkostí. Z černých obrazů-reliéfních objektů vytvářel hmotné, barokně dramatické manifestace romantického tragismu, který se stal průvodním jevem jeho tvorby. Po přijetí na VŠUP a návratu do Prahy začal do svých starších barevných obrazů zasahovat mechanicky a doplňoval je různými materiály, které vytvořily hluboký reliéf. Celou plochu reliéfu pak sjednotil překrytím asfaltem. V Obrazu I a II, které vystavil na Konfrontaci II, dosáhl účinku, který se stal charakteristický pro jeho další díla. Využití syrových a časem destruovaných materiálů reflektovalo jeho osobní zkušenost z drsného prostředí ostravského rodiště. Tomalíkovo a Beranovo dílo se svou bezprostředností a důrazem na syrovost hmoty nejvíce blíží pojmu "expresivní materiálová antimalba".  Díla vystavená na prvních Konfrontacích reflektují generační pocit z katastrofického společenského vývoje, spojeného s naprostou devalvací hodnot a ztrátou jistot, noetickou skepsí a relativismem poznání. Naléhavost děl byla výsledkem psychických stavů, v nichž dominoval pocit opuštěnosti, samoty, strachu, nejistoty, vykořeněnosti a metafyzické úzkosti. Jednou z idejí Antonína Tomalíka a Zbyška Siona byl pracovat po celý život na jedné a téže desce a nakonec ji postavit jako epitaf na svůj hrob.
Sama tvorba nebyla pro výtvarníky pouhou seberealizací, ale snahou povýšit ji do roviny objektivně platné obrazové jednoty. Tehdejší izolace českého umění od zahraničního dění vedla umělce k větší míře soustředění a koncentrace, zvýšené odpovědnosti a potřebě proniknout do hloubky lidského bytí a vyjádřit specifičnost své situace. Vytvořili vlastní výtvarnou řeč, pro kterou byla charakteristická vysoká kultivace výrazových prostředků a dokonalé zpracování plochy. Krása syrového materiálu je transformována do velmi rafinované polohy a nové kvality. Hrubé struktury jsou nahrazeny jemnými texturami, které potlačují přirozený a hmotný charakter materiálu a zrcadlí složitou psychiku autora - každý milimetr obrazu je svědectvím o době, záznamem o jejich existenci a metafyzické úzkosti.
Zatímco mladší výtvarníci vycházeli z duchovní tradice dynamického baroka a expresionismu, starší byli více orientováni na moderní světové umění a imaginativní malbu. Všechny spojovala snaha o významové zhodnocení netradičních materiálů jako hadry, plechy, písek, dráty, dřevo, provázky a papíry v kombinaci s akronexem, olejem a syntetickými laky. K výtvarným postupům patřilo škrábání, rytí, propalování, sekání, probíjení hřeby a jiné způsoby destrukce. Výsledkem bylo nové pojetí obrazu jako hmotného autonomního objektu, který byl výpovědí o životním pocitu nastupující generace. Dílo bylo výsledkem zdlouhavého procesu tvorby, ve kterém se uplatnila psychofyzická vybavenost umělce. Tomalík pojímal obraz jako "zpovědní desku" a jeho brutální zásahy do materiálové struktury se staly "jizvami", které vzápětí sceloval dráty a poté znovu traumatizoval probodáváním hřeby. V pozdějších dílech vytvořil kruhové pomyslné terče zraňovaného nitra, které zvýraznil tóny temné červené a zlatavé barvy, ale tento postup už představoval nežádoucí estetizaci obrazu.
Stejně jako u jeho kolegů z Konfrontací, byl pro Tomalíka charakteristický pocit odpovědnosti, který ho nutil se k obrazům vracet a porušovat je dalšími zásahy včetně ohně, scelovat a znovu překrývat dalšími vrstvami a dokončovat. Obraz je pojímán jako terč, zasahovaný životní zkušeností umělce, jejímž vyústěním je martyrizace hmoty. Obraz tak představuje "zápis zápasu" o jeho konečnou podobu. Stejně jako Málek se řídil schématem zlatého řezu v základním rozvržení významově podstatných zářezů, prohlubní, ploch i vzdutí. Nápadné bylo toto úsilí u Obrazu II vystaveného na Konfrontaci II. Tomalík ale vzápětí odstranil zadrátování, zvýraznil zásahy v místě zlatého řezu a poté celý obraz překryl černým asfaltovým lakem.
Od roku 1961 tvořil spolu se Zdeňkem Beranem ve zchátralém zahradním domku v Troji, který sloužil Beranovi jako ateliér. Pro celé toto období je charakteristický silný autentický výraz, který se kromě syrovosti materiálových struktur vyznačoval temnou monochromní barevností ve škále hnědí, šedí a černí. Oba v té době sehrávali svým postojem a přímostí projevu výraznou úlohu v pojetí českého informelu. Záměrem byl důraz na antiestetický účinek díla. Tomalíkovým oblíbeným tématem, které dostatečně ilustruje vztah k tehdejšímu režimu, byl "život v kanálech", jehož součástí měla být "kanální výstava". Podobné patafyzické úvahy prvázely tvorbu obou umělců (..."Slavnostní přejetí něčeho slavnostně vyzdobeným parním válcem"...) Destruktivní zásahy byly výrazem rudimentární paměti, která člověku vracela pocit vnitřní svobody a sílu jistoty. Tomalík proto měl své obrazy stále nablízku a stěhoval je na všechna místa svých pobytů. V roce 1961 se Tomalík, ovlivněn  Vladimírem Boudníkem, krátce zabýval strukturální grafikou. Nejednou tiskl z téže desky, jejíž povrch destruoval rytím, škrábáním i leptem.
Kolem roku 1962 nastalo v Tomalíkově tvorbě jisté zklidnění, jeho práce nabyla na uvážlivosti a kompozice obrazům dodávala duchovní ráz. Z hlubokého prožitku a pocitového souznění s těžkomyslným romantismem poezie Karla Hynka Máchy vytvořil tři menší strukturální obrazy (Krajina K. H. Máchy I-III, 1962). Potemělé obrazy vedou do nitra hmot a prostřednictvím jejich rozervanosti a jizev jsou i výrazem autorova vzdoru vůči společnosti a světu. Pocit "romantického tragismu" je obecně přítomný ve většině děl českého informelu, ale pro Tomalíkovu tvorbu je obzvláště charakteristický. Počínaje rokem 1963 zvětšoval formát svých obrazů a věnoval se větší propracovanosti struktur a uplatňování zjevných i skrytých symbolů i jejich zdůraznění akcenty červené a žluté barvy. Podobně jako jeho přátelé zároveň hledal cestu jak navázat na zkušenost s materiálovou abstrakcí a vrátit se k figuraci. V důsledku úmrtí otce a těžkého osudu své matky se vrátil k existenciálním tématům (Ukřižování, 1962-1963, Mauthausen, 1963, Úděl - krajina s figurou, 1963). 
Tomalíkovi ale více konvenovala výrazová kapacita strukturálně pojednaných hmot a spolu s Antonínem Málkem se z celého okruhu Konfronací nejdéle věnovali informelu. Naléhavost technicky propracované materiálové struktury dramatizují střídmě užité barvy (Bez názvu, 1963-1964). V nově získaném ateliéru jeho objekty nabývaly na monumentalitě (Triptych, 1963-1964) a původní syrovost ustupovala symbolům, které představovaly nejčastěji kruhové znaky v podobě terčů připomínající zraňované nitro.
V Tomalíkových obrazech z poloviny 60. let je patrná tenze, rozestřená mezi živelnou aktivitou a úzkostnou tragičností, která aktivovala jeho imaginaci. Obraz pojímal jako zpovědní desku, která zachycuje jeho vlastní životní martyrium a pocity zraněného nitra. Zásahy do plochy byly scelovány drátem a staly se jizvami, které vzápětí traumatizoval probodáváním hřeby. Kruhové "terče" obsahovaly náznaky figur, které vzápětí destruoval. Použitím temně červené a zlatavě žluté barvy nabýval akt zraňování téměř platnosti mystéria (Objekt III, 1965-1966). Specifickým rysem této kompozice je opakující se rastr plošných plánů jako stejnorodých barevných bodů. Práce, které vystavil na společné výstavě s Miloslavem Hotovým v Galerii mladých v Mánesu  roku 1966, mu ale nepřinesly uznání a byly dobovou kritikou označeny jako anachronické.
Stejné výtvarné problémy řešil v té době i Zdeněk Beran, který ho inspiroval k zpodobení destrukce hmotných struktur malířskými prostředky a iluzivními prvky. Tomalík si tak otevřel prostor k obrazům, které získaly nový obsah, aniž by ztratily svou ideovou závažnost. Hloubku jeho psychické krize ilustrují zejména obrazy Sv. Šebestián (1967-1968) - prázdná schránka světcova těla s rouškou, probodaná množstvím šípů, a Hlava (1967-1968) - zraňovaná hřeby a doplněná provazem, jako fiktivní autoportrét. Vrátil se k tématu Ukřižování (1966-1968, Národní galerie v Praze), jehož pojetí je naléhavé a nečekaně nové s náznaky do prostoru otevřeného Kristova těla. Expresivnost jeho talentu se projevila ve vrstvení informelních hmot s převažující červenou, černou a šedobílou, do nichž se promítly vědomé i podvědomé archetypální představy a pocity autora. Sv. Šebestián byl jeho posledním obrazem, který již nedokončil.
Tomalíkovy strukturální obrazy-objekty ve své barokně vypjaté poloze zasáhly počátkem 60. let podstatně do progresivního proudu českého informelu a staly se jeho svébytným a nezaměnitelným vkladem.

### Zastoupení ve sbírkách
- Národní galerie v Praze
- Galerie hlavního města Prahy[41]
- Alšova jihočeská galerie, Hluboká nad Vltavou
- Galerie středočeského kraje v Kutné hoře
- Galerie moderního umění v Hradci Králové
- Galerie moderního umění v Roudnici nad Labem
- Galerie Benedikta Rejta v Lounech
- Galerie Zlatá husa, Praha
- Galerie Dolmen, Praha
- soukromé sbírky

### Samostatné výstavy
- 1966 Galerie mladých, Mánes, Praha (s Miloslavem Hotovým)
- 1991 Antonín Tomalík : Výběr z díla 1957 - 1968, Galerie hlavního města Prahy, Staroměstská radnice,
- 2023 Antonín Tomalík mezi svými, Galerie výtvarného umění v Ostravě

### Účast na skupinových výstavách (výběr)
- 1960, 16.3. Konfrontace I, ateliér Jiřího Valenty, Praha-Libeň, 16.3.1960, účastníci: Zdeněk Beran, Vladimír Boudník, Čestmír Janošek, Jan Koblasa, Antonín Málek, Antonín Tomalík, Jiří Valenta, Aleš Veselý
- 1960, 30.10. Konfrontace II, ateliér Aleše Veselého, Praha, 30.10.1960, účastníci: Vladimír Boudník, Čestmír Janošek, Jan Koblasa, Karel Kuklík, Antonín Málek, Jiří Putta, Antonín Tomalík, Jiří Valenta, Aleš Veselý
- 1964 Rychnov 1964, Rychnov nad Kněžnou
- 1965 Konfrontace III, Galerie mladých – Alšova síň, Praha
- 1966 Jarní výstava 1966, Mánes, Praha
- 1966 Výstava mladých v rámci kongresu AICA, Brno
- 1968 Danuvius – mezinárodní bienále mladých výtvarníků, Bratislava
- 1983 20 let Galerie hlavního města Prahy, Staroměstská radnice, Praha
- 1985 Schmerzende Wunde, Galerie Rafay, Kronberg im Taunus (Hochtaunuskreis)
- 1991 Český informel. Průkopníci abstrakce z let 1957-1964, Staroměstská radnice, Praha
- 1991 In memoriam, Mánes, Praha
- 1991 České malířství a sochařství 2. poloviny 20. století ze sbírek Alšovy jihočeské galerie, Alšova jihočeská galerie v Hluboké nad Vltavou (AJG), Hluboká nad Vltavou (České Budějovice)
- 1994 Ohniska znovuzrození, Městská knihovna Praha, Praha
- 1996 V prostoru 20. století: České umění ze sbírky Galerie hlavního města Prahy, Městská knihovna Praha
- 1996-1997 Novozákonní motivy v českém umění 20. století, Galerie moderního umění, Roudnice nad Labem, Galerie umění Karlovy Vary
- 1998 Tendence 60. let. Informel, nová figurace, konstruktivní umění, Trigon Gallery, Plzeň
- 1998 Český informel ve „Ztichlé klice“ 1958-1965, Galerie Ztichlá klika, Praha
- 1999-2000 Umění zrychleného času. Česká výtvarná scéna 1958 - 1968, Praha, Galerie výtvarného umění, Cheb
- 2000 Ozvěny kubismu, Dům U Černé Matky Boží, Praha
- 2000 Konec světa? / The End of the World?, Palác Kinských, Praha
- 2001-2002 Objekt - objekt: Metamorfózy v čase / Object - object: Metamorphoses in time, Dům U Černé Matky Boží, Praha, Pražákův palác, Brno
- 2003-2004 Umění je abstrakce: Česká vizuální kultura 60. let, Jízdárna Pražského hradu, Praha, Uměleckoprůmyslové muzeum, Brno, Muzeum umění Olomouc, Galerie U Bílého jednorožce, Klatovy
- 2004-2006 Šedesátá / The Sixties ze sbírky Galerie Zlatá husa v Praze, Dům umění města Brna, Galerie umění Karlovy Vary
- 2006 České umění XX. století: 1940-1970, Alšova jihočeská galerie v Hluboké nad Vltavou
- 2013 Od informelu k figuře, Galerie Slováckého muzea, Uherské Hradiště
- 2013 Křižovnická škola čistého humoru bez vtipu, Brno Gallery CZ
- 2014-2015 Zářivý krystal: Bohumil Kubišta a české umění 1905-2013. Průniky, střety, přesahy, Dům umění, Ostrava
- 2016 Od Boudníka k dnešku: Česká strukturální grafika, Galerie Hollar, Praha
- 2017 Příliš mnoho zubů - České a slovenské umění šedesátých let ze sbírky Galerie Zlatá husa a Musea Kampa, Museum Kampa - Nadace Jana a Medy Mládkových, Praha
- 2019 Tkáň: Informelní tendence českého umění ve sbírkách Alšovy jihočeské galerie, Galerie výtvarného umění v Náchodě
- 2020 Srdce velkoměsta II: Práce na papíře ze sbírek GASK, Galerie Středočeského kraje (GASK), Kutná Hora
- 2021-2022 Samota uprostřed davu: Charles Baudelaire a české umění, Galerie Středočeského kraje (GASK), Kutná Hora